# Ван Хунвэнь
Ван Хунвэнь  (кит. трад. 王洪文, пиньинь Wáng Hóngwén, январь 1935 года, провинция Цзилинь — 3 августа 1992 года, Пекин) — китайский политический деятель, один из руководителей Коммунистической партии Китая и Культурной революции, участник так называемой «Банды четырёх».

## Биография

### Юность
Родился в январе 1935 года в деревне неподалёку от города Чанчунь провинции Цзилинь в Маньчжурии. Точная дата и год его рождения неизвестны. В те годы оккупированная Японией Маньчжурия была превращена в марионеточное государство «Маньчжоу-Го», и семья Ван Хунвэня сочувствовала Коммунистической партии Китая (КПК), продолжавшей борьбу с японской оккупацией . Еще в детстве присоединился к частям Народно-освободительной армии Китая (НОАК).
В 1950 году в возрасте 15 лет отправился воевать в Корею в составе добровольческих сил маршала Пэн Дэхуая, был полевым посыльным, вступил в КПК. После демобилизации работал на 17-й хлопчатобумажной фабрике в Шанхае и, как человек с военным опытом, был направлен на службу в фабричную охрану. В начале Культурной революции, будучи младшим офицером охраны, заинтересовался профсоюзной деятельностью и вскоре проявил большие организаторские и ораторские способности.

### Во главе Культурной революции в Шанхае
В июне 1966 года, после появления первого дацзыбао Культурной революции вместе с шестью своими друзьями написал дацзыбао, в котором обвинил руководство фабрики в том, что оно «идет по капиталистическому пути». Однако местные партийные органы не согласились с критикой «стоящих у власти и идущих по капиталистическому пути» и направили на 17-ю текстильную фабрику один из «рабочих отрядов», созданных по указанию Лю Шаоци и Дэн Сяопина. Действия Ван Хунвэня были признаны «контрреволюционными». От расправы его спасло заступничество Цзян Цин. Однако вскоре рабочие отряды были распущены, и он стал признанным вождем шанхайских цзаофаней. По указанию Цзян Цин ему на помощь в Шанхай была послана автор первого дацзыбао Не Юаньцзы. 6 октября Ван Хунвэнь и его сторонники сформировали «Штаб революционных цзаофаней — рабочих Шанхая» и призвали «сосредоточить атаки на Шанхайском горкоме».
В ноябре 1966 года его сподвижники легли на рельсы железной дороги на станции Аньтин в предместье Шанхая и прервали на 30 часов железнодорожное сообщение, требуя предоставления им поезда для поездки в Пекин к Мао. Когда требование было удовлетворено, прибыл в Пекин, где его приняли члены Группы по делам Культурной революции при ЦК КПК — Чэнь Бода, Цзян Цин и Чжан Чуньцяо. После этого Ван Хунвэня пригласили к себе Мао Цзэдун и Линь Бяо, которые пообещали ему поддержку и отправили назад в Шанхай. Однако 26 ноября шанхайские рабочие, недовольные хаосом, устроенным цзаофанями Ван Хунвэня, создали отряды «красной гвардии» (чивэйдуи) и вступили с ними в противоборство. 28 ноября Шанхай был охвачен уличными сражениями, в которых погибли или были ранены 91 человек. Но цзаофаням не удалось подавить отряды «красной гвардии», численность которых достигла 400.000 человек. Через месяц рабочие Шанхая прекратили работу, оставив город без электроэнергии и воды. Встал шанхайский порт, остановился транспорт, прекратились железнодорожные перевозки. 4 января 1967 года на помощь Ван Хунвэню в Шанхай срочно выехали Чжан Чуньцяо и Яо Вэньюань.
6 января Ван Хунвэнь, Чжан Чуньцяо и Яо Вэньюань собрали миллионный митинг под лозунгами свержения Шанхайского горкома КПК. Во время трансляции митинга телевидением они заявили о смещении первого секретаря горкома Чэн Писяня и мэра города Цао Дицю и призвали «полностью разгромить» горком партии. В это же время части НОАК взяли под охрану банки и правительственные здания, а цзаофани захватили радио и редакции печатных изданий. 9 января цзаофани при поддержке армии начали штурм Шанхайского горкома, продолжавшийся пять дней. Несмотря на то, что на стороне горкома выступили военные во главе с командующим флотом Восточного моря Тао Юном, власть в городе перешла в руки цзаофаней. Захват власти в Шанхае получил название «Январской революции».
5 февраля 1967 года в 14.00 было объявлено о переходе власти в Шанхае в руки Шанхайской коммуны. В распространенном манифесте утверждалось, что Шанхайская коммуна избрана на тех же принципах, что и Парижская коммуна 1871 года и будет продолжать её традиции. Но 25 февраля Шанхайская коммуна, не получившая поддержки Мао Цзэдуна, была заменена Шанхайским революционным комитетом.

### Из Шанхая в Пекин
Ван Хунвэнь стал членом, затем вице-председателем Шанхайского Ревкома, потом его возглавлял. Некоторое время казалось, что его карьера ограничится уровнем провинции, но в апреле 1969 года Ван Хунвэнь был избран в Президиум IX съезда КПК как «рабочий вожак новой формации». На съезде он был избран членом Центрального комитета КПК — Мао Цзэдун считал, что выдвижение Ван Хунвэня вовлечёт в Культурную революцию больше молодежи.
В августе 1970 года на Лушаньском пленуме ЦК он первым выступил против Линь Бяо и Чэнь Бода, чем вновь укрепил свои позиции. В январе 1971 года он стал одним из секретарей Шанхайского горкома КПК, а в сентябре 1972 года Цзян Цин убедила Мао Цзэдуна направить Ван Хунвэня на работу в аппарат ЦК КПК. В мае 1973 года Цзян Цин также добилась, чтобы Ван Хунвэнь участвовал в работе Политбюро ЦК КПК (одновременно к работе были допущены также У Дэ и Хуа Гофэн). 4 июля того же года Ван Хунвэнь вместе с Чжан Чуньцяо добились приема у Мао Цзэдуна и обрушились с критикой на Чжоу Эньлая. Мао Цзэдун в разговоре встал на их сторону, однако организационных изменений не последовало. На открытии Х съезда КПК 24 августа 1973 года Мао Цзэдун оказал Ван Хунвэню самую высокую честь, посадив его по правую руку от себя, в то время, как Чжоу Эньлай был посажен слева. На съезде Ван Хунвэнь выступил с докладом «Об изменениях в Уставе КПК». Он подтвердил курс на продолжение Культурной революции и процитировал письмо Мао Цзэдуна к Цзян Цин — «Каждые семь-восемь лет (примерно!) чудовища и демоны будут выползать на свет». 28 августа 1973 года на X съезде КПК он был избран одним из пяти заместителей Председателя ЦК КПК, членом Политбюро ЦК КПК и Постоянного комитета Политбюро ЦК КПК. Был членом Постоянного комитета Всекитайского собрания народных представителей (ВСНП). Ван Хунвэнь был одним из создателей и руководителей народного ополчения «миньбин», которое фактически контролировало жизнь страны, по численности не уступало армии и не подчинялось армейскому командованию. Миньбины в полувоенной форме патрулировали улицы городов и поселков, следили за общественным порядком, проверяли плановое расходование продовольствия в семьях и даже фасоны стрижек в парикмахерских. Они считались реальной опорой не только Мао Цзэдуна, но и «радикальной», как её называли иностранные наблюдатели, группировки выдвиженцев «Культурной революции» — Цзян Цин, Ван Хунвэня, Яо Вэньюаня и других.

### В роли наследника Мао
В сентябре 1973 года во время беседы с президентом Франции Жоржем Помпиду Мао Цзэдун неожиданно заговорил о Ван Хунвэне. Мао указал на него и сказал: «Это — Ван Хунвэнь, во всех странах говорят о нем. Во время войны в Корее он был в армии китайских народных добровольцев, позже — рабочим в Шанхае. В 1970 году на Лушаньском пленуме ЦК КПК Ван Хунвэнь первым разоблачил интриги Линь Бяо…».
Ван Хунвэня стали рассматривать как возможного преемника Мао Цзэдуна, однако сам Ван Хунвэнь в эти годы вел себя осторожно и не играл второй роли в партии.
Многие считали, что роль преемника для Ван Хунвэня вообще невозможна в силу его возраста и отсутствия образования, и что он является фигурой декоративной. К тому же говорили, что в быту он ведет себя небезупречно. Но Ван Хунвэнь обладал реальной властью как заместитель Мао и человек, способный контролировать ополчение «минбин».
28 декабря 1973 года Мао Цзэдун формально назначил Ван Хунвэня своим новым преемником. После того, как 1 июля 1974 года Чжоу Эньлай был помещен в госпиталь, Мао Цзэдун также поручил Ван Хунвэню руководство повседневной работой партии, назначив в противовес ему Дэн Сяопина заместителем Премьера Госсовета КНР. Вечером 17 декабря того же года Цзян Цин собрала тайное совещание своих сторонников, на котором было решено в тайне от Политбюро направить Ван Хунвэня к Мао, чтобы тот сообщил Председателю, что Чжоу Эньлай и Дэн Сяопин «встали на путь Линь Бяо» и готовят его свержение. Ван Хунвэнь выполнил это поручение, однако Мао отчитал его, приказал ему «налаживать сплочение с товарищем Сяопином» и предостерег от союза с Цзян Цин.
В сентябре 1975 года Ван Хунвэнь посетил Шанхай заявил: «Меня беспокоит то, что армия не находится в наших руках. Поэтому необходимо создавать штаб по руководству народными ополченцами, слить его с отделом вооружения шанхайского горкома партии. И это не формальный вопрос, а проблема стратегического значения. Шанхайское ополчение создали мы с Чжан Чуньцяо, а вы должны у меня это дело наладить. В настоящее время вы должны быть морально готовы. Когда они вознамерятся нанести удар, тогда это и будет испытанием и покажет, способны ли мы выдержать их удар».
В январе 1976 года, после смерти Чжоу Эньлая, Ван Хунвэнь претендовал на его пост Премьера Госсовета КНР, однако другая группировка партийного руководства видела в качестве кандидата Дэн Сяопина. Нет точных данных, поддерживали или нет стремление Ван Хунвэня его союзники — считается, что кандидатами на место Чжоу Эньлая были и Цзян Цин и, в особенности, Чжан Чуньцяо. Ожесточенная борьба между группировками закончилась отставкой и преследованием Дэн Сяопина, против которого активно выступил Ван Хунвэнь, но Премьером Госсовета и первым заместителем Председателя ЦК КПК был назначен компромиссный кандидат — Хуа Гофэн.

### «Междуцарствие» и «Банда четырех»
9 сентября 1976 года, когда скончался Мао Цзэдун, Ван Хунвэнь от имени канцелярии ЦК КПК уведомил страну, чтобы по всем важнейшим вопросам докладывали ему лично. В опубликованном 11 сентября списке Комиссии по организации похорон Мао Цзэдуна фамилия Ван Хунвэня шла второй после Хуа Гофэна и была одной из четырех выделенных особым шрифтом. 18 сентября 1976 года от имени ЦК КПК он открыл траурный митинг памяти Мао на площади Тяньаньмэнь. Премьер Госсовета КНР Хуа Гофэн выступал вторым. Вопрос о преемнике Мао Цзэдуна казался открытым. Выдвиженцы культурной революции фактически контролировали партию, органы пропаганды, министерство иностранных дел и ополчение минбин, однако не обладали влиянием в армии и не могли контролировать весь государственный аппарат. 23 сентября Ван Хунвэнь позвонил в Шанхай и отдал распоряжение: «Необходимо повышать бдительность; борьба никоим образом не закончилась; буржуазия внутри партии ни в коем случае не смирится». Он посетил уезд Пингу под Пекином, где повторил высказывание Мао Цзэдуна: «Если в ЦК партии появится ревизионизм, что вы будете делать? Надо будет свергнуть его! Если кто-то будет проводить в жизнь ревизионизм, я также свергну его, а если я буду осуществлять ревизионизм, то вы тоже поднимайтесь на бунт; необходимо смотреть на вещи широко раскрытыми глазами, разглядеть ревизионизм!»" . 4 октября газета «Гуанмин жибао» опубликовала статью «Вечно следовать курсом, определённым председателем Мао Цзэдуном», которая продолжала линию Ван Хунвэня: «Фальсификация курса, определённого председателем Мао Цзэдуном, как раз и представляет собой предательство по отношению к марксизму, предательство по отношению к социализму, предательство по отношению к великому учению о продолжении революции при диктатуре пролетариата». Но спор идеологов за власть решила армия.
Вечером 6 октября 1976 года Ван Хунвэнь вместе с другими членами «радикальной группировки» — Цзян Цин, Чжан Чуньцяо и Яо Вэньюанем — был арестован спецназом из воинской части № 8341 под командой начальника личной охраны Мао Чжан Яоцзы. Арест производиля по приказу руководителя Центрального бюро безопасности КПК Ван Дунсина, в подчинении которого состоял «Отряд 8341». При аресте присутствовали Премьер Госсовета КНР Хуа Гофэн и министр обороны маршал Е Цзяньин. Арестованных обвинили в заговоре с целью захвата власти. При аресте он оказал сопротивление. Утверждалось, что при обыске в его квартире был обнаружен доклад, который Ван Хунвэнь собирался сделать еще в январе 1976 года в качестве руководителя партии, и секретные документы Госсовета КНР, ЦК КПК и Военного совета при ЦК КПК, предназначенные для составления компрометирующих материалов на ряд руководителей КНР.
Вскоре в КНР началась кампания критики арестованных «радикалов», которые получили название «антипартийная контрреволюционная группа четырёх» или Банда четырёх.
27 апреля 1977 года газета «Жэньминь жибао» охарактеризовала Ван Хунвэня как «буржуазного элемента новой формации». Секретный документ ЦК КПК № 24 говорил о нем более подробно: "Ван Хунвэнь — представитель новой буржуазии, тщетно пытался свергнуть диктатуру пролетариата в стране, а на международной арене капитулировать перед империализмом… Подготовил 1 миллион своих стандартных портретов в ожидании прихода к власти… Окончательно разложился в быту… Имел девять машин, ездил на охоту и рыбную ловлю, развратничал, унес 200 пар наручных часов с шанхайского часового завода…. «Банду четырёх», в том числе и Ван Хунвэня, критиковали в многочисленных плакатах, карикатурах, листовках и даже в мультфильмах.
Тем временем Ван Хунвэнь четыре года без суда находился в тюрьме. На процессе 20 ноября — 29 декабря 1980 года он раскаялся, признал, что «организовал бунты» в Шанхае. 25 января 1981 года был приговорен к пожизненному тюремному заключению и лишению политических прав. В 1986 году он был госпитализирован из-за болезни печени.
Ван Хунвэнь скончался от рака печени в пекинской больнице 3 августа 1992 года.

## Оценки личности Ван Хунвэня
Личный врач Мао Цзэдуна Ли Чжисуй в своих мемуарах «The private life of Chairman Mao» дает Ван Хунвэню такую характеристику:
«Ван был младшим из членов политбюро и его иногда в шутку называли „ракетой“. из-за стремительной карьеры от мелкого служащего отдела безопасности шанхайской фабрики до вершин политической власти. Никто не мог понять расположения Мао к этому юнцу и простить ему этого стремительного взлета. Худощавого и симпатичного Вана можно было принять за интеллигента, если бы не его взгляды. С большим напряжением ему удалось закончить лишь среднюю школу, а его невежество и несообразительность вряд ли могли быть полезны вождю. В мае (1976 года), после резкого ухудшения здоровья Мао, Ван явился ко мне и предложил вместо лекарств давать Мао измельченный жемчуг, но я отверг это предложение, и вождю не привелось попробовать этого чудодейственного средства.

Когда Мао был при смерти, Ван в дни своего дежурства нередко отлучался, чтобы поохотиться на кроликов вблизи закрытого военного аэродрома в Сюяне. Большую часть своего свободного времени он отдавал просмотру привезенных из Гонконга фильмов. Я не сомневаюсь, что Ван и раньше не был порядочным человеком, но власть испортила его еще больше». 